# Уравнение на Саха
Уравнението на Саха, известно също като уравнение на Саха-Ленгмюр се отнася до степента на йонизация на газ или (плазма), намиращи се в топлинно равновесие, като функция на температурата, налягането и йонизационната енергия на атомите. Това уравнение е един от важните инструменти за разбиране на спектрите на звездите в астрофизиката. Изведено е чрез комбиниране на идеите на квантовата и статистическата механика от индийския астрофизик Мегнад Саха през 1920 г., и по-късно (1923) независимо от Ървинг Лангмюр.

## Извеждане
При повишаване на температурата на газа кинетичната енергия на атомите става толкова голяма, че при сблъсък един с друг атомите започват да губят електрони, тоест започва процес на йонизация. Такова състояние на веществото във физиката се нарича плазма. Ако газът е напълно йонизиран, йонизацията е пълна, ако част от атомите са йонизирани, а друга част са останали неутрални, йонизацията е частична.
Уравнението на Саха описва степента на йонизация на плазмата като функция от температурата, налягането и степента на йонизация на атомите. Уравнението е валидно само за равновесна плазма.
В случая на газ, съставен от един вид атоми, уравнението на Саха има вида:
{\displaystyle {\frac {n_{i+1}n_{e}}{n_{i}}}={\frac {2}{\lambda ^{3}}}{\frac {g_{i+1}}{g_{i}}}\exp \left[-{\frac {(\epsilon _{i+1}-\epsilon _{i})}{k_{B}T}}\right]}
където:
- {\displaystyle n_{i}} е плътността на атомите в състояние на йонизация i, т.е. йон от степен i.
- {\displaystyle g_{i}} е степента на израждане на йоните от вида i
- {\displaystyle \epsilon _{i}} е енергията, необходима за отделяне на i електрона от неутралния атом, с което се създава йон от степен i.
- {\displaystyle n_{e}} е електронната плътност
- {\displaystyle \lambda } е дължина на вълната на дьо Бройл на електрона при определена температура

{\displaystyle \lambda \ {\stackrel {\mathrm {def} }{=}}\ {\sqrt {\frac {h^{2}}{2\pi m_{e}k_{B}T}}}}
- {\displaystyle m_{e}} е масата на електрона
- {\displaystyle T} е температурата на газа
- {\displaystyle k_{B}} е константата на Болцман
- {\displaystyle h} е константата на Планк

Изразът {\displaystyle (\epsilon _{i+1}-\epsilon _{i})} описва енергията, необходима за отделяне на електрон с пореден номер{\displaystyle (i+1)}. В случай само с едно ниво на йонизация имаме {\displaystyle n_{1}=n_{e}} и ако дефинираме общата плътност n като {\displaystyle n=n_{0}+n_{1}}, уравнението на Саха се опростява до:
{\displaystyle {\frac {n_{e}^{2}}{n-n_{e}}}={\frac {2}{\lambda ^{3}}}{\frac {g_{1}}{g_{0}}}\exp \left[{\frac {-\epsilon }{k_{B}T}}\right]}
където {\displaystyle \epsilon } е енергията на йонизация.

## Условия за приложимост
Уравнението на Саха е приложимо, ако йонизацията и рекомбинацията протичат по един и същ начин, плазмата се разглежда като идеален газ (при не много ниска и при не много висока плътност), кулоновата енергия е по-малка от топлинната.